# Joyce Chepchumba
Joyce Chepchumba, född 6 november 1970, i Kericho, är en kenyansk friidrottare som tävlar i långdistanslöpning. 
Chepchumba deltog vid Olympiska sommarspelen 2000 i Sydney där hon blev trea bakom Naoko Takahashi och Lidia Simon. Hon deltog även vid VM 2003 i Paris där hon slutade på en sjunde plats.  
Förutom mästerskapsmeriterna har hon bland annat vunnit London Maraton 1997 och 1999, New York Maraton 2002 och Tokyo maraton 2000 samt Chicago Maraton 1998 och 1999. Dessutom vann hon Göteborgsvarvet 1997.